# Brdárka
Brdárka (allemand : Bredersdorf, hongrois : Berdárka) est un village de Slovaquie situé dans la région de Košice.

## Histoire
Première mention écrite du village en 1556.

## Démographie

### Évolution de la population
| Année:               | 1994. | 2004.   | 2014.   | 2024.   |
| -------------------- | ----- | ------- | ------- | ------- |
| Nombre de personnes: | 62    | 60      | 62      | 61      |
| Différence:          |       | -3,22 % | +3,33 % | -1,61 % |

| Année:               | 2023. | 2024.   |
| -------------------- | ----- | ------- |
| Nombre de personnes: | 60    | 61      |
| Différence:          |       | +1,66 % |